# IC 3248
IC 3248 је појединачна звијезда у сазвјежђу Береникина коса која се налази на листи објеката дубоког неба у Индекс каталогу.
Деклинација објекта је + 25° 33' 6" а ректасцензија 12h 23m 16,8s.